# Briard P. Johnson
Briard Poland Johnson (* 7. Februar 1905 in Lynn, Essex County, Massachusetts; † 23. März 1980 in Hampton, Virginia) war ein Generalmajor der United States Army. Er war unter anderem Kommandeur der 2. Panzerdivision.
Briard Johnson war ein Sohn von Justin B. Johnson Sr. (1879–1954) und dessen Frau Bertha Poland (1875–1942). Er studierte bis 1927 an der Norwich University in Vermont und arbeitete danach als Bauingenieur. Gleichzeitig gehörte er als Leutnant der Reserve des US-Heeres an, wo er der Kavallerie zugeteilt war. Ab 1933 war er im aktiven Militärdienst. In der Armee durchlief er anschließend alle Offiziersränge vom Leutnant bis zum Zwei-Sterne General.
Im Lauf seiner militärischen Karriere absolvierte Johnson verschiedene Kurse und Schulungen. Dazu gehörten unter anderem das Command and General Staff College und das Air War College der United States Air Force.
In seinen jüngeren Jahren tat er den für Offiziere in den niederen Rangstufen üblichen Dienst in verschiedenen Einheiten und Standorten. Während des Zweiten Weltkriegs war er in Europa und Nordafrika eingesetzt. Zunächst war er in Marokko, dann in Sizilien im Einsatz. Später nahm er am Vormarsch der Alliierten durch Nordfrankreich bis nach Deutschland teil.
In den Jahren 1945 und 1946 kommandierte er das 67. Panzerregiment, das der 2. Panzerdivision unterstand. Anschließend wurde er zum Stab des Verteidigungsministeriums versetzt. Danach kehrte er zur 2. Panzerdivision zurück, wo er in den Jahren 1951 bis 1953 eine Brigade (Combat Command B) kommandierte. Nach einer Zeit als Stabsoffizier im Heeresministerium wurde er Leiter des militärischen Nachrichtendienstes (Chief Military Intelligence) in Fort Wayne bei Detroit in Michigan. Dort leitete er in den Jahren 1955 und 1956 gleichzeitig den gleichnamigen Militärstützpunkt.
In den Jahren 1956 und 1957 war Briard Johnson in Südkorea stationiert, wo er das 8th United States Army Support Command kommandierte. Zwischen dem 1. Juni 1957 und dem 30. Oktober 1958 kommandierte er die 2. Panzerdivision, die damals gerade aus Deutschland nach Fort Hood (heute Fort Cavazos) verlegt wurde. Im Jahr 1959 wurde er nach Thailand versetzt, wo er bis 1962 die United States Military Assistance Group to Thailand leitete. Dann wurde er zum Stab des Continental Army Commands in Fort Monroe berufen, wo er im Jahr 1963 kurz vor seiner Pensionierung zum Stabschef aufstieg.
In den Jahren 1964 bis 1969 war Briard Johnson Kurator der Norwich University. Der seit 1929 mit Helen Sigrid Nelson (1904–1999) verheiratete Offizier verbrachte seinen Lebensabend in Williamsburg in Virginia. Er starb am 23. März 1980 in einem Veteranenkrankenhaus in Hampton (Virginia) und wurde auf dem amerikanischen Nationalfriedhof Arlington beigesetzt.

## Orden und Auszeichnungen
Briard Johnson erhielt im Lauf seiner militärischen Laufbahn unter anderem folgende Auszeichnungen:
- Army Distinguished Service Medal
- Silver Star
- Legion of Merit
- Bronze Star Medal
- Orden der Ehrenlegion
- Kriegskreuz (Frankreich)